# Schlüsseldienst

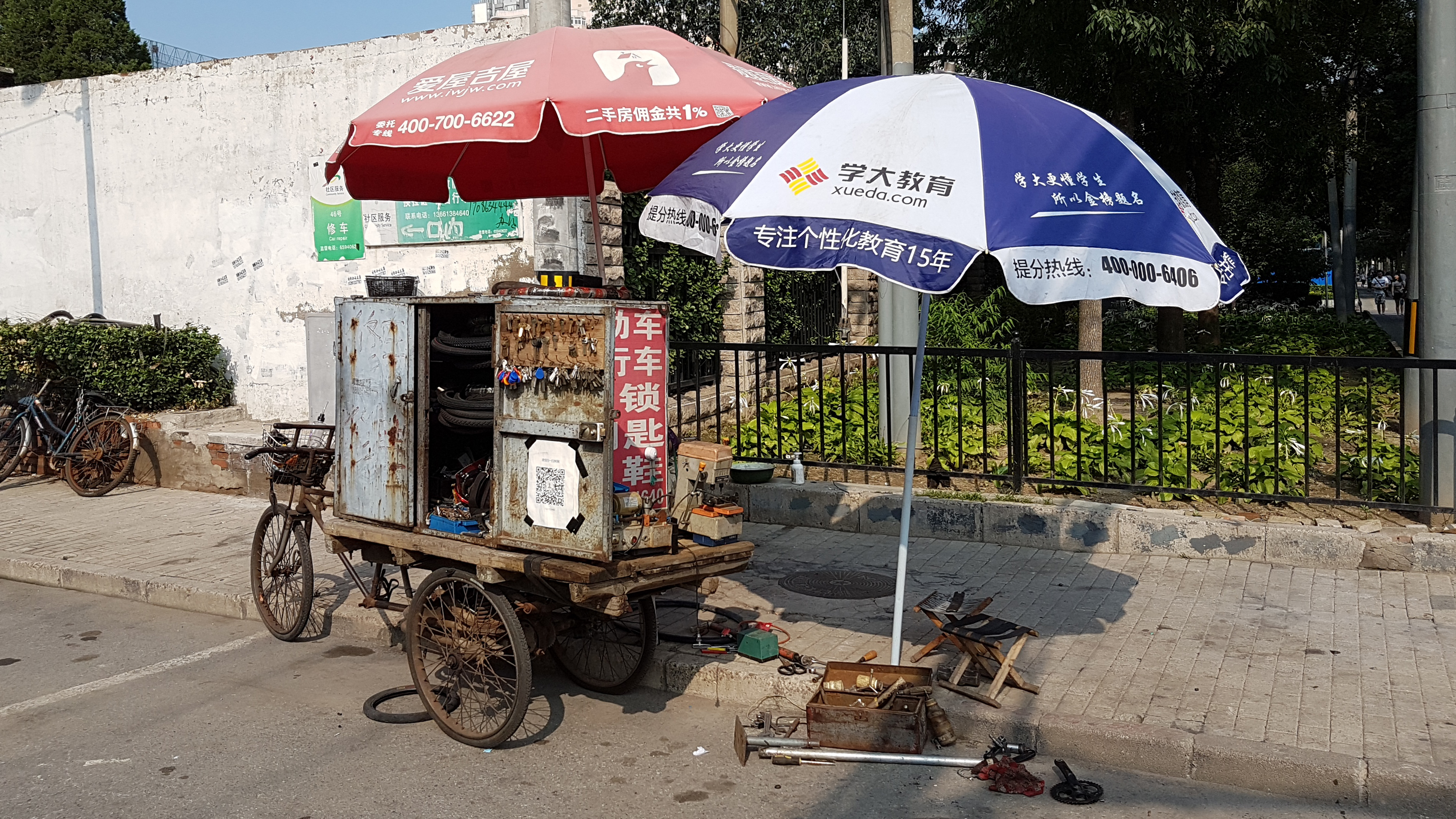
Mobiler Schlüsseldienst in Peking (2016)

Schlüsseldienst bezeichnet einen Betrieb für Dienstleistungen im Bereich der Schließtechnik und der Sicherheitstechnik. Dazu zählt neben der Lieferung und Montage von Schlössern, (individuell gefertigten) Schließanlagen, Tresoren usw. vor allem die Dienstleistung des Türöffnens für Kunden, die in ihr Haus bzw. ihre Wohnung gelangen möchten und den Türschlüssel verloren haben oder die durch eine zugefallene Tür ausgesperrt wurden. Diese Dienstleistung nennt man auch Aufsperrdienst, Schlüsselnotdienst, Schlossdienst oder Notöffnungsdienst (vor allem dann, wenn sie außerhalb der Ladenöffnungszeit erfolgt). Des Weiteren gehören zu den Dienstleistungen eines Schlüsseldienstes ebenso die Anfertigung von Schlüsselkopien und  das Thema Einbruchschutz.

## Deutschland

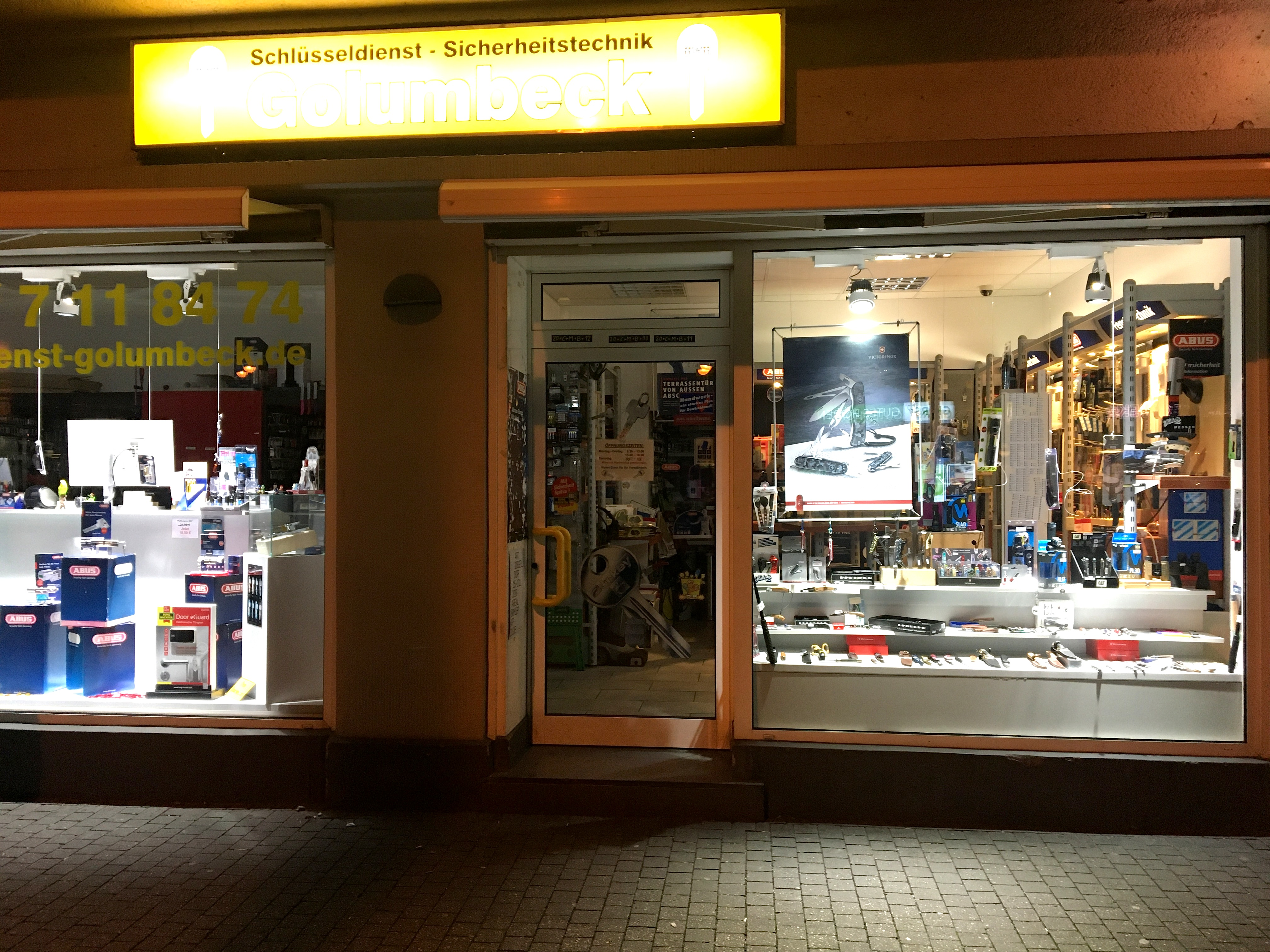
Schlüsseldienst in Düsseldorf (2020)

In Deutschland haben sich zwei Fachverbände etabliert: Interkey Fachverband Europäischer Sicherheits- und Schlüsselfachgeschäfte e. V. (bestehend seit 1964) sowie der Bundesverband Sicherungstechnik Deutschland (letzterer: Verbandsauflösung 2022). Die Bezeichnung Schlüsseldienst ist gesetzlich nicht geschützt; in diesem Segment existiert kein eigenständiges Berufsbild mehr. Früher gab es den Ausbildungsberuf des Schloss- und Schlüsselmachers, dieser fiel aber aufgrund einer Ausbildungsreform in den 80er Jahren weg. Das bedeutet nun, dass heutzutage jeder einen Schlüsseldienst betreiben kann, wenn er die Lehrgänge zur entsprechenden Wissensvermittlung besucht hat. Schlüsseldienst ist deshalb auch kein Handwerk.
Mitte der 1960er Jahre begann Mister Minit mit der Eröffnung von Kleingeschäften, die sich auf Schuhbesohlung und Schlüsselfertigung spezialisierten. Bei Errichtung von Einkaufszentren plante man das Geschäftsmodell Schnellschuster mit Schlüsselschneidstelle fest ein und vermietete es an selbständige Kleinunternehmer als Franchise. Neben der geläufigen Bezeichnung Schlüsselmacher etablierte sich allmählich auch Schlüsseldienst für Betriebe mit erweitertem Angebot (fast immer Türöffnungen; teilweise auch Montagen).
Die Umbenennung von Schlüsselschneidstellen zum Schlüsseldienst führte dazu, dass viele Schlüsseldienste sich in Sicherheitstechnikfachgeschäft o. ä. umbenannten (ebenfalls kein geschützter Name und auch ohne eigenständiges Berufsbild). Die VdS Schadenverhütung (hervorgegangen aus dem Verband der Schadenverhütung e. V.) ist eine 100%ige Tochter des Gesamtverbandes der Deutschen Versicherungswirtschaft e. V. (GDV) und zertifiziert und überwacht u. a. auch Fachbetriebe für mechanische Sicherungstechnik.
Das Spektrum des ursprünglichen Schlüsseldienstes erstreckt sich auf Elemente von Schlosser, Tischler, Glaser und Elektroinstallationshandwerk. Der VdS fordert eine handwerkliche Ausbildung mit Meisterqualifikation in einem dieser genannten Arbeitsgewerke sowie Gesellenstatus der restlichen Gewerke. Betriebe mit VDS-Anerkennung als Errichter für mechanische Sicherheitseinrichtungen können eine gewisse Garantie handwerklicher Qualifikation bieten. Aufgrund dieser hohen Anforderungen gibt es nur relativ wenige solche Betriebe.
Mit der Bezeichnung Schlüsseldienst können Betriebe gemeint sein, dessen Bandbreite von einer Schlüsselschneidstelle bis hin zum vom VdS anerkannten Mechanikerrichter reicht. Zudem offerieren viele Schlüsseldienstbetriebe die Anfertigung von Schildern und Gravuren.
Eine Türöffnung durch einen Schlüsseldienst ist als haushaltsnahe Handwerkerleistung steuerlich absetzbar. Voraussetzungen dafür sind die Ausstellung einer Rechnung und unbare Zahlung.

## International
Der europaweite Dachverband für zertifizierte Schlüsseldienste und Sicherheitsbetriebe ist die European Locksmith Federation (ELF). Das amerikanische Pendant dazu, ist die Organisation ALOA (Security Professionals Association), vormals „Associated Locksmiths of America“. ALOA ist der weltweit größte Dachverband von Schlossern bzw. Schlüsseldiensten.

## Verbraucherschutz
Ein besonderes Problem bei der Suche nach Notdiensten sind die in dieser Branche zahlreich vertretenen schwarzen Schafe. Sie geben vor (im Internet, in Telefon- und Branchenbüchern oder über Fernsprechauskunfteien), ortsansässig zu sein. Kunden, die sie gutgläubig beauftragen (in der Annahme, das beauftragte Unternehmen sei ortsansässig), sehen sich oft mit hohen Rechnungen für lange Anfahrtswege konfrontiert. Anfahrtskosten sind vorab mit dem Hilfesuchenden zu klären, wenn dieses nicht geschieht, so muss und sollte man nicht die Kosten übernehmen. „Unternehmer sind dazu verpflichtet, Verbraucher vor oder spätestens bei Vertragsabschluss über die Höhe der Liefer- und Anfahrtskosten zu informieren. Sonst besteht kein Anspruch auf diese Kosten“. Der Fachverband interkey hat zur Aufklärung und Sensibilisieren der Bevölkerung die „Initiative fairer Schlüssel-Notdienst“ gegründet. Hierbei werden Verbrauchern Tipps bzgl. Schlüsseldiensten, Sicherheitstechnik und über seriös agierende Schlüsseldienste informiert.
Generell sind 56 % aller Schlüsseldienste in Deutschland zu teuer, wie eine neue Erhebung über die Preise von deutschen Schlüsseldiensten zeigt. Besonders in ländlichen Regionen können die schwarzen Schafe aufgrund der fehlenden Konkurrenz unbeschwert agieren und Kunden abzocken. Laut Bundesverband Metall sollte eine einfache Türöffnung tagsüber nicht mehr als 127 € kosten. Wie die Studie aber zeigt, übertreffen einige Schlüsseldienste diesen Preis deutlich. Im Rhein-Kreis Neuss beispielsweise gibt es Schlüsseldienste, die 250 € berechnen. Dies gilt dann bereits als Wucher.
In Städten wie Hamburg werden immer mehr Anrufe bei der Polizei Hamburg getätigt, die sich erkundigen, welchen Dienst man empfiehlt. So darf kein Beamter einen Notdienst empfehlen, lediglich auf einige Firmen hinweisen. So gibt es Vertragspartner der Polizei, die mit den Behörden zusammenarbeiten und auch als ortsansässig gelten. Diese Firmen werden per Ausschreibungen, welche gesetzlich vorgeschrieben ist, angeschrieben und Angebote werden kontrolliert. Interne Erfahrungen werden dann an die VT (Verkehr & Technik) weiter gegeben und danach richtet sich das Ranking, inwiefern man weiterhin mit einem Notdienst zusammenarbeitet. Auf Verbraucherschutz.de häufigen sich Beschwerden über Dienste. Werbende können sich dort für ein Entgelt eintragen lassen, jedoch ist das System umstritten.

## Prozesse
Den Straftatbestand des Wuchers sehen Gerichte in den kritisierten Praktiken der Schlüsseldienste nicht als erfüllt an. So im Fall einer Rentnerin, deren Wohnungstür sich nicht mehr öffnen ließ. Der herbeigerufene Schlüsseldienst zerstörte die Tür und schickte eine Rechnung in Höhe von 1181 Euro. Die neue Tür kostete 1575 Euro. Die von der Staatsanwaltschaft erhobene Anklage scheiterte 2013 vor dem Amtsgericht Düsseldorf. Das Gericht führte aus, dass die Frau die Wohnung durch die Terrassentür verlassen konnte und somit nicht in einer Zwangslage war.
Mehrere zivilrechtliche Urteil haben hohe Forderungen für die Türöffnung zurückgewiesen. In einem vor dem Amtsgericht Köln 2013 verhandelten Fall täuschte die lokale Telefonnummer eine örtliche Präsenz vor. Insgesamt berechnete es 444 Euro. Das Gericht verurteilte den Schlüsseldienst zur Rückzahlung von 351 Euro sowie der Verfahrenskosten. Das Amtsgericht Hamburg-Altona erklärte eine Rechnungssumme von 520 Euro ebenfalls für unangemessen.